# Iglesia de San Honorato (Vinalesa)

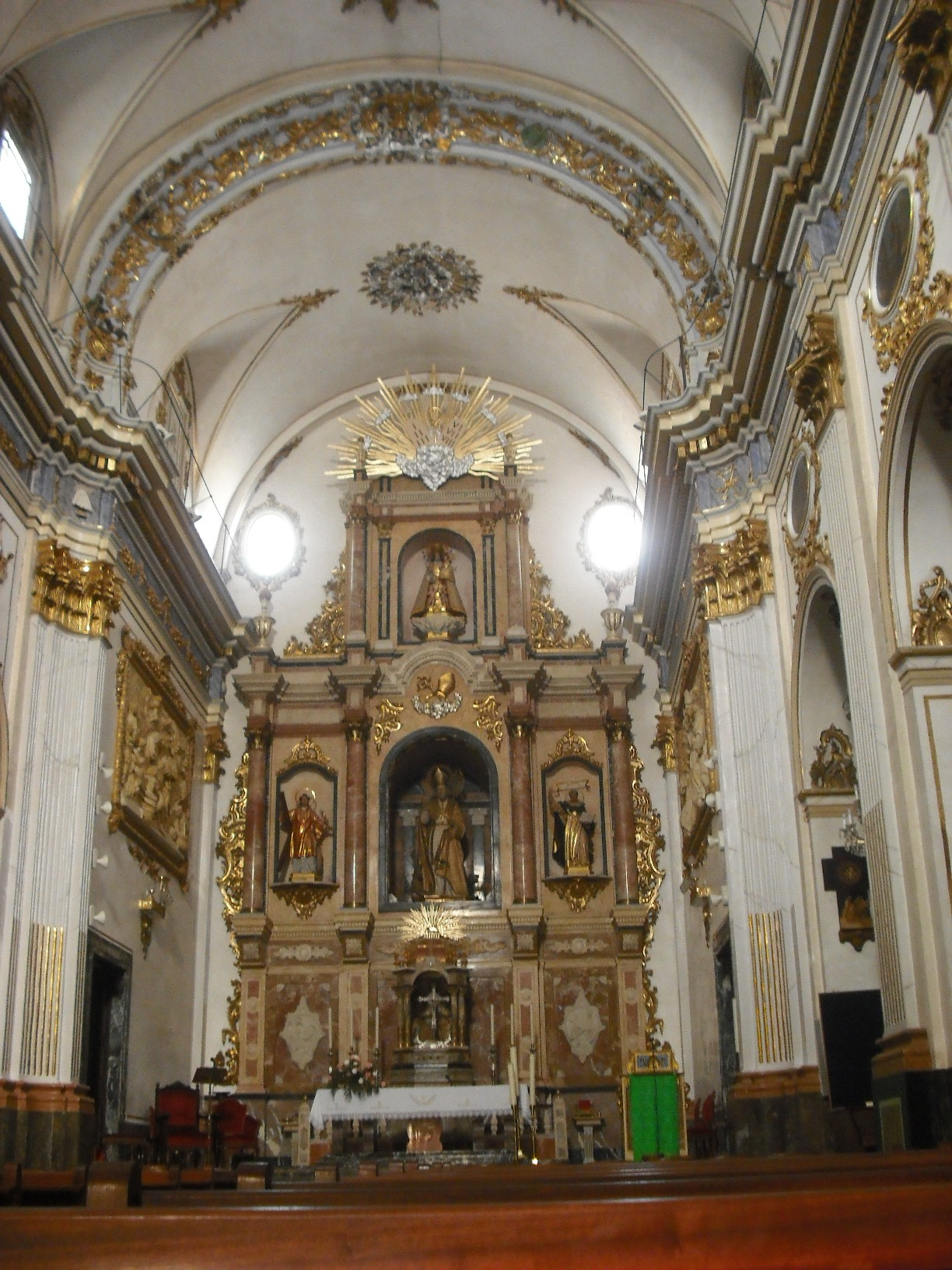
Nave central y altar mayor

La iglesia de San Honorato de Vinalesa (Provincia de Valencia, España), es una construcción neoclásica con elementos del barroco-rococó del siglo XVIII.

## Descripción
- Fachada:

Tiene una amplia fachada de frontón curvo. La puerta es adintelada, enmarcada por dos pares de pilastras y arriba con friso de triglifos; encima hornacina de medio punto rematada por frontón triangular; en la hornacina hay una imagen pétrea del titular. En el dintel hay una cartela con anagrama. El zócalo es de ladrillo y sillería. En el frontón, el óculo es oval. Fue restaurada en 1993 y se colocaron adornos esgrafiados formando guirnaldas. A la izquierda de la fachada, se encuentra una gran torre que domina la vega con dos cuerpos y un cupulín. En el primer cuerpo, los lísteles son esgrafiados y enmarcan tres saeteras. En el segundo, hay huecos de medio punto entre pilastras adosadas, donde se sitúan las campanas. A la derecha de la fachada, hay otro cuerpo de torre inconclusa, rematado por pináculos, en el que se ubica la esfera del reloj.
En la entrada hay un amplio atrio, con las mismas dimensiones que el coro alto, con tres puertas, una de madera y dos pequeñas encristaladas por las que se accede al interior del templo; y otra puerta lateral para acceder al coro y la torre. 
- Interior:

El interior cuenta con tres naves. La central es de bóveda de cañón con seis tramos: el del presbiterio, los cuatro de las capillas laterales y el del coro sobre el vestíbulo. A ambos lados de la bóveda, hay ventanas enmarcadas en rocallas doradas, con vidrieras en las ocho centrales y pinturas imitándolas en las cuatro restantes que son ciegas. Cada uno tiene en el centro el símbolo de un apóstol. Bajo el símbolo, hay un cartel con el nombre del apóstol en valenciano. Estas vidrieras se colocaron en 1996. En la parte superior de cada tramo, adornos circulares de rocalla dorada, y un gran arco en el del presbiterio, con pequeñas imágenes de ángeles y santos en relieve, también de hermosas rocallas policromadas y doradas.
A ambos lados de la nave central, hay pilastrones con capiteles compuestos y cornisa con galería. Todas las paredes y la bóveda tienen un fondo de estuco blanco, y los zócalos de estuco blanco marmoleado. Algunas partes han sido repintadas encima.
La decoración de la nave central se completa con óvalos sobre el extradós de los arcos que dan paso a las ocho capillas laterales, enmarcados con rocallas doradas, en los que hay una serie de óleos sobre lienzo, del academicismo valenciano del siglo XVIII, con escenas de la vida de San Honorato. Entre estos óvalos y la cornisa hay una cenefa con simbología litúrgico-sacerdotal.
En las dos naves laterales están las capillas comunicadas con arcos de descarga; sus bóvedas son vaídas. Junto al vestíbulo a la derecha, en la parte de la torre inconclusa, está el baptisterio, con pila de mármol y cuadro sobre lienzo representando el bautismo de Jesús.
- Presbiterio:

En el presbiterio, hay un gran retablo de mármol, con adornos metálicos y de madera, posterior a 1939. En la parte inferior, está el templete para la exposición del Santísimo, donde ordinariamente se coloca la cruz procesional plateada. 
En los muros laterales del presbiterio, hay dos grandes relieves de estuco con marco dorado, de estilo académico, que representan la muerte y glorificación del santo titular.
- Retablos:

Los retablos de las capillas laterales son de madera policromada y dorada, excepto el situado junto a la entrada de la sacristía que es de mármol. 
- Capilla de la Comunión y sacristía:

La capilla de la comunión queda a la izquierda del presbiterio con acceso desde éste, desde el tras-sagrario y desde la nave lateral. La planta es rectangular, la bóveda es vaída, tiene dos tramos y presbiterio, lunetos y cornisa denticulada. 
La sacristía queda a la derecha del presbiterio con acceso desde éste y desde la nave lateral. La planta es rectangular con bóveda de cañón. Destaca una campana con fecha de 1803. Está encajonado con ornamentos de madera con adornos de talla y con dosel para la imagen del crucificado.